# The Mentalist/Episodenliste

Logo zur Serie

Diese Episodenliste enthält alle Episoden der US-amerikanischen Krimiserie The Mentalist, sortiert nach der US-amerikanischen Erstausstrahlung. Zwischen 2008 und 2015 entstanden in sieben Staffeln 151 Episoden mit einer Länge von jeweils etwa 42 Minuten.

## Übersicht
| Staffel | Episodenanzahl | Erstausstrahlung USA | Erstausstrahlung USA | Deutschsprachige Erstausstrahlung | Deutschsprachige Erstausstrahlung |
| Staffel | Episodenanzahl | Staffelpremiere      | Staffelfinale        | Staffelpremiere                   | Staffelfinale                     |
| ------- | -------------- | -------------------- | -------------------- | --------------------------------- | --------------------------------- |
| 1       | 23             | 23. September 2008   | 19. Mai 2009         | 1. März 2009                      | 26. Juli 2009                     |
| 2       | 23             | 24. September 2009   | 20. Mai 2010         | 28. Februar 2010                  | 24. Oktober 2010                  |
| 3       | 24             | 23. September 2010   | 19. Mai 2011         | 7. Februar 2011                   | 10. November 2011                 |
| 4       | 24             | 22. September 2011   | 17. Mai 2012         | 2. Februar 2012                   | 9. Dezember 2012                  |
| 5       | 22             | 30. September 2012   | 5. Mai 2013          | 6. Januar 2013                    | 23. September 2013                |
| 6       | 22             | 29. September 2013   | 18. Mai 2014         | 7. Januar 2014                    | 17. November 2014                 |
| 7       | 13             | 30. November 2014    | 18. Februar 2015     | 13. April 2015                    | 13. Juli 2015                     |

## Staffel 1
Die Erstausstrahlung der ersten Staffel war vom 23. September 2008 bis zum 19. Mai 2009 auf dem US-amerikanischen Sender CBS zu sehen. Die deutschsprachige Erstausstrahlung sendete der österreichische Sender ORF eins vom 1. März bis zum 26. Juli 2009.
| Nr. (ges.) | Nr. (St.) | Deutscher Titel           | Originaltitel            | Erstausstrahlung USA | Deutschsprachige Erstausstrahlung (A) | Regie               | Drehbuch             |
| --- | --------- | ------------------------- | ------------------------ | -------------------- | ------------------------------------- | ------------------- | -------------------- |
| 1 | 1         | Red John                  | Pilot                    | 23. Sep. 2008        | 1. März 2009                          | David Nutter        | Bruno Heller         |
| In der ersten Episode wird das Leben der Hauptfigur Patrick Jane mit seiner bewegten Vergangenheit vorgestellt. Als ein Mann und eine Frau tot in ihrem Haus gefunden werden, glauben zunächst alle, dass beide die Opfer eines Serienmörders geworden seien.                                                                      |           |                           |                          |                      |                                       |                     |                      |
| 2 | 2         | Romeo und Julia           | Red Hair and Silver Tape | 30. Sep. 2008        | 1. März 2009                          | David Nutter        | Bruno Heller         |
| Das CBI wird gerufen, um den Mord an einer jungen Frau zu untersuchen. Etwas zu viel Butter in einem Rezept führt Jane schließlich zum Mörder. |           |                           |                          |                      |                                       |                     |                      |
| 3 | 3         | Surfin' California        | Red Tide                 | 14. Okt. 2008        | 8. März 2009                          | David M. Barrett    | Ashley Gable         |
| Der Körper eines ertränkten Mädchens wird am Santa Marta Beach gefunden. Ihre Freunde scheinen mehr zu wissen, als sie zugeben wollen. |           |                           |                          |                      |                                       |                     |                      |
| 4 | 4         | Die schöne Witwe          | Ladies in Red            | 21. Okt. 2008        | 15. März 2009                         | Chris Long          | Gary Glasberg        |
| Jason Sands, ein wohlhabender Bankier und Politiker, wird tot in den Gewölben seines Wohnsitzes gefunden. Auf der Beerdigung wettet Jane mit Rigsby, dass er es schaffen werde, die Witwe zu verführen. |           |                           |                          |                      |                                       |                     |                      |
| 5 | 5         | Beste Freundinnen         | Redwood                  | 28. Okt. 2008        | 22. März 2009                         | John Behring        | Andi Bushell         |
| Ein Mädchen wird niedergestochen in den Wäldern aufgefunden, und ihre beste Freundin taucht blutverschmiert auf. |           |                           |                          |                      |                                       |                     |                      |
| 6 | 6         | Tisch 43                  | Red-Handed               | 11. Nov. 2008        | 29. März 2009                         | Chris Long          | Erika Green Swafford |
| Eine abgetrennte Hand, die einem ermordeten Spielkasino-Eigentümer gehört, wird auf einem Grenzstreifen zwischen Kalifornien und Nevada gefunden. |           |                           |                          |                      |                                       |                     |                      |
| 7 | 7         | Stimmen aus dem Jenseits  | Seeing Red               | 18. Nov. 2008        | 5. Apr. 2009                          | Martha Mitchell     | Gary Glasberg        |
| Als Rosemary Tennant das Opfer einer Verfolgungsjagd wird, wendet sich Patrick Jane an das Medium Kristina Frye, die den Mord vorausgesehen hat. |           |                           |                          |                      |                                       |                     |                      |
| 8 | 8         | Schüsse in Zimmer 22      | The Thin Red Line        | 25. Nov. 2008        | 12. Apr. 2009                         | Matt Earl Beesley   | Ken Woodruff         |
| Das CBI wird zu einem Mordschauplatz gerufen. Der Zeuge in einer Drogenermittlung und ein Mädchen werden tot in einem Motelzimmer gefunden. |           |                           |                          |                      |                                       |                     |                      |
| 9 | 9         | Flammen der Rache         | Flame Red                | 2. Dez. 2008         | 19. Apr. 2009                         | Charles Beeson      | Ashley Gable         |
| Ein ehemaliges Mitglied der Nationalgarde verbrennt. Patrick Jane vermutet einen Racheakt. |           |                           |                          |                      |                                       |                     |                      |
| 10 | 10        | Verbrecher oder Heilige   | Red Brick and Ivy        | 16. Dez. 2008        | 26. Apr. 2009                         | Paris Barclay       | Eoghan Mahony        |
| Patrick Jane interessiert sich sehr für einen neuen Fall, in dem seine ehemalige Psychiaterin eine Rolle spielt. |           |                           |                          |                      |                                       |                     |                      |
| 11 | 11        | Der Freund eines Freundes | Red John’s Friends       | 6. Jan. 2009         | 3. Mai 2009                           | John Polson         | Bruno Heller         |
| Ein verurteilter Mörder überredet Jane gegen Informationen über Red John dazu, seine Unschuld zu beweisen und ihn aus dem Gefängnis zu holen. |           |                           |                          |                      |                                       |                     |                      |
| 12 | 12        | Böser Zauber              | Red Rum                  | 13. Jan. 2009        | 10. Mai 2009                          | Dean White          | Andi Bushell         |
| Cody Elkins, ein Highschool-Footballstar, wird ermordet aufgefunden. Alle Hinweise deuten auf die ortsansässige „Hexe“. Doch Jane vermutet etwas anderes. |           |                           |                          |                      |                                       |                     |                      |
| 13 | 13        | Original und Fälschung    | Paint It Red             | 18. Jan. 2009        | 17. Mai 2009                          | David M. Barrett    | Eoghan Mahony        |
| Der Schwiegersohn eines Industriemagnaten wird tot aufgefunden. Er liegt in der Nähe der Stelle, wo einmal ein 50 Millionen US-Dollar teures Bild seines Schwiegervaters hing. |           |                           |                          |                      |                                       |                     |                      |
| 14 | 14        | Der Frauenflüsterer       | Crimson Casanova         | 10. Feb. 2009        | 24. Mai 2009                          | Lesli Linka Glatter | Ken Woodruff         |
| Das CBI untersucht den Tod einer verheirateten Frau, die im Bett ermordet wurde. Hatte es der Täter vielleicht auf ihren Liebhaber Paul Fricke abgesehen? |           |                           |                          |                      |                                       |                     |                      |
| 15 | 15        | Lippenstift und Gift      | Scarlett Fever           | 17. Feb. 2009        | 31. Mai 2009                          | Paul Holahan        | Erika Green Swafford |
| Eine Frau wird im Beisein ihrer Country-Club-Bekannten vergiftet, während die von ihr organisierte Party in vollem Gang ist. |           |                           |                          |                      |                                       |                     |                      |
| 16 | 16        | Schwarz wie die Nacht     | Bloodshot                | 17. März 2009        | 7. Juni 2009                          | Chris Long          | Gary Glasberg        |
| Patrick Janes Sehfähigkeit ist nach einer Explosion eingeschränkt und er muss mit einer Augenbinde ermitteln. Er wendet ungewöhnliche Methoden an, um den Tod eines Finanzberaters zu untersuchen. |           |                           |                          |                      |                                       |                     |                      |
| 17 | 17        | Im freien Fall            | Carnelian Inc.           | 24. März 2009        | 14. Juni 2009                         | Kevin Dowling       | Bruno Heller         |
| Bei einem Picknick in der Wüste fällt ein Fallschirmspringer Jane direkt vor die Füße. |           |                           |                          |                      |                                       |                     |                      |
| 18 | 18        | Hypnose                   | Russet Potatoes          | 31. März 2009        | 21. Juni 2009                         | Norberto Barba      | Ashley Gable         |
| Jane und das CBI machen eine Person ausfindig, die Leute hypnotisiert. Die Personen verrichten unter Hypnose die Drecksarbeit für den Hypnotiseur. |           |                           |                          |                      |                                       |                     |                      |
| 19 | 19        | Ein Dutzend Rosen         | A Dozen Red Roses        | 7. Apr. 2009         | 28. Juni 2009                         | Lesli Linka Glatter | Andi Bushell         |
| Das CBI untersucht den Mord am Hollywood-Filmproduzenten Felix Hanson. Beweise deuten darauf hin, dass Rauschgift im Spiel war. |           |                           |                          |                      |                                       |                     |                      |
| 20 | 20        | Golf mit dem Paten        | Red Sauce                | 28. Apr. 2009        | 5. Juli 2009                          | Adam Kane           | Eoghan Mahony        |
| Jane und das CBI versuchen herauszufinden, wer für die Hinrichtung eines Mannes im Zeugenschutzprogramm verantwortlich ist. |           |                           |                          |                      |                                       |                     |                      |
| 21 | 21        | Millionenspiel            | Miss Red                 | 5. Mai 2009          | 12. Juli 2009                         | Martha Mitchell     | Ken Woodruff         |
| Als der Geschäftsführer und Gründer einer Softwaregesellschaft von seiner Yacht verschwindet, werden Jane und das CBI gebeten, die Untersuchungen aufzunehmen. |           |                           |                          |                      |                                       |                     |                      |
| 22 | 22        | Die Axt im Walde          | Blood Brothers           | 12. Mai 2009         | 19. Juli 2009                         | John Polson         | Erika Green Swafford |
| Patrick Jane muss einen Weg finden, eine Gruppe von Jugendlichen bei einem Wildnisprogramm für schwer erziehbare Kinder zu überzeugen, ihm bei der Aufklärung eines Mordfalles zu helfen. |           |                           |                          |                      |                                       |                     |                      |
| 23 | 23        | Der Lauf der Welt         | Red John’s Footsteps     | 19. Mai 2009         | 26. Juli 2009                         | Chris Long          | Bruno Heller         |
| Als das CBI den Mord an einem jungen Mädchen und die Entführung von dessen Zwillingsschwester untersucht, weist alles auf die Rückkehr von Red John hin. Bei den Ermittlungen stößt Jane auf Rosalind Harker, eine ehemalige Freundin des Serienkillers. Viele Informationen kann sie ihm jedoch nicht bieten, denn sie ist blind. |           |                           |                          |                      |                                       |                     |                      |

## Staffel 2
Die Erstausstrahlung der zweiten Staffel war vom 24. September 2009 bis zum 20. Mai 2010 auf dem US-amerikanischen Sender CBS zu sehen. Die deutschsprachige Erstausstrahlung der ersten drei Folgen sendete der deutsche Free-TV-Sender Sat.1 vom 28. Februar bis zum 14. März 2010. Von der vierten Folge bis zur fünfzehnten Folge war die deutschsprachige Erstausstrahlung vom 15. März bis zum 31. Mai 2010 auf ORF eins zu sehen. Nach der Sommerpause war sie vom 5. September bis zum 24. Oktober 2010 wieder auf Sat.1 zu sehen.
| Nr. (ges.) | Nr. (St.) | Deutscher Titel         | Originaltitel            | Erstausstrahlung USA | Deutschsprachige Erstausstrahlung (D/A) | Regie               | Drehbuch                                |
| --- | --------- | ----------------------- | ------------------------ | -------------------- | --------------------------------------- | ------------------- | --------------------------------------- |
| 24 | 1         | Schmerz und Geld        | Redemption               | 24. Sep. 2009        | 28. Feb. 2010                           | Chris Long          | Bruno Heller                            |
| Minelli entscheidet sich dafür, den Fall Red John an Sam Bosco zu übergeben, weil er denkt, dass Lisbon und Jane zu wenig Abstand zum Fall haben. Jane entscheidet sich deshalb dafür, nur noch einen weiteren Fall zu lösen und dann das CBI zu verlassen.                                                                                            |           |                         |                          |                      |                                         |                     |                                         |
| 25 | 2         | Der Problemlöser        | The Scarlet Letter       | 1. Okt. 2009         | 7. März 2010                            | Charles Beeson      | Tom Szentgyorgyi                        |
| Das CBI wird gerufen, um den Tod von Kristin Marley zu untersuchen. Ihr, einer prominenten Helferin der Senatorin, wird eine Affäre mit dem Mann der Senatorin unterstellt. |           |                         |                          |                      |                                         |                     |                                         |
| 26 | 3         | Türen im Kopf           | Red Badge                | 8. Okt. 2009         | 14. März 2010                           | Eric Laneuville     | Ashley Gable                            |
| Nach einem anonymen Tipp findet das CBI die Leiche eines Mannes, der Kinder sexuell missbraucht hat und den Lisbon vor einigen Jahren zusammen mit Sam Bosco inhaftieren konnte. Prompt gerät sie unter Verdacht und versucht ihre Unschuld zu beweisen. Doch sie kann sich an die Mordnacht nicht erinnern. Jane hat einen Plan: Er hypnotisiert sie. |           |                         |                          |                      |                                         |                     |                                         |
| 27 | 4         | Der einzige Mandant     | Red Menace               | 22. Okt. 2009        | 15. März 2010                           | Norberto Barba      | Leonard Dick                            |
| Das CBI untersucht den Mord an einem mächtigen und hinterhältigen, kriminellen Rechtsanwalt, dessen einziger Kunde eine berüchtigte kalifornische Motorrad-Gang war. |           |                         |                          |                      |                                         |                     |                                         |
| 28 | 5         | Peppers Geist           | Red Scare                | 29. Okt. 2009        | 22. März 2010                           | Lesli Linka Glatter | Ken Woodruff                            |
| Das CBI wird zum Haus Beckworth gerufen, wo ein Ermordeter gefunden wurde. Angeblich spukt es in dem Haus. Dabei kommt es zwischen Rigsby und Van Pelt zum ersten Kuss. |           |                         |                          |                      |                                         |                     |                                         |
| 29 | 6         | Boscos Rache            | Black Gold and Red Blood | 5. Nov. 2009         | 29. März 2010                           | Rod Hardy           | Bruno Heller                            |
| Bosco bringt Jane plötzlich während einer Morduntersuchung hinter Schloss und Riegel. Dieser versucht nun, aus dem Gefängnis heraus einen Mörder zu überführen. |           |                         |                          |                      |                                         |                     |                                         |
| 30 | 7         | Ernie und Bert          | Red Bulls                | 12. Nov. 2009        | 5. Apr. 2010                            | David M. Barrett    | Tom Szentgyorgyi                        |
| Als sich zwei Fälle überschneiden, befiehlt Minelli den Einheiten von Bosco und Lisbon, sich gemeinsam auf die Untersuchung eines Kidnapping-Verbrechens zu konzentrieren. |           |                         |                          |                      |                                         |                     |                                         |
| 31 | 8         | Grüße von Red John      | His Red Right Hand       | 19. Nov. 2009        | 12. Apr. 2010                           | Chris Long          | Ashley Gable                            |
| Sam Bosco und zwei seiner Agents werden im CBI-Hauptquartier erschossen. Der vierte wird bald ebenfalls ermordet aufgefunden. Jane ist sich sicher, dass Red John die Morde in Auftrag gegeben hat. Schuldbewusst kündigt Minelli seinen Job als Chef des CBI.                                                                                         |           |                         |                          |                      |                                         |                     |                                         |
| 32 | 9         | Gepresste Kohle         | A Price Above Rubies     | 10. Dez. 2009        | 19. Apr. 2010                           | Charles Beeson      | Eoghan Mahony                           |
| Das CBI-Team untersucht den Mordversuch an einem wohlhabenden Juwelier, der während eines Raubes angeschossen wurde. |           |                         |                          |                      |                                         |                     |                                         |
| 33 | 10        | Sport ist Mord          | Throwing Fire            | 17. Dez. 2009        | 26. Apr. 2010                           | Martha Mitchell     | John Mankiewicz                         |
| Das CBI-Team untersucht den Mord an einem ehemaligen Profi-Baseballspieler. Als Jane von einem Baseball am Kopf getroffen wird, werden Erinnerungen an seine Jugend wachgerüttelt. |           |                         |                          |                      |                                         |                     |                                         |
| 34 | 11        | Die schönsten Jahre     | Rose-Colored Glasses     | 14. Jan. 2010        | 3. Mai 2010                             | Dan Lerner          | Leonard Dick                            |
| Das CBI-Team untersucht den Doppelmord an einem Paar, das auf dem Weg zu einem Highschool-Wiedersehenstreffen war. Patrick Jane glaubt, dass sich der Mörder unter den ehemaligen Klassenkameraden befindet. |           |                         |                          |                      |                                         |                     |                                         |
| 35 | 12        | Der blaue Topas         | Bleeding Heart           | 21. Jan. 2010        | 10. Mai 2010                            | Norberto Barba      | Erika Green Swafford                    |
| Das CBI untersucht den Mord an einer Mitarbeiterin der Bürgermeisterin. Derweil dreht ein Filmproduzent eine Reportage über das CBI. Lisbon und Jane sind seine Hauptdarsteller. |           |                         |                          |                      |                                         |                     |                                         |
| 36 | 13        | Der Krieg der Wölfe     | Redline                  | 4. Feb. 2010         | 17. Mai 2010                            | Bill D'Elia         | Jordan Harper                           |
| Jane und das CBI untersuchen den Tod einer schönen, jungen Autoverkäuferin, die im Kofferraum einer Edellimousine gefunden wird. Der Verdacht fällt auf den Milliardär Walter Mashburn. |           |                         |                          |                      |                                         |                     |                                         |
| 37 | 14        | Der beste Freund        | Blood In, Blood Out      | 11. Feb. 2010        | 24. Mai 2010                            | John Polson         | Ken Woodruff                            |
| Cho wird gebeten, bei der Untersuchung eines Mordes an einem ehemaligen Bandenmitglied zu helfen. Dabei stellt sich heraus, dass dieser sein ehemaliger bester Freund war. Als kurz darauf auch seine Freundin zusammengeschlagen wird, sinnt er auf Rache. Jane versucht ihn von seinem Vorhaben abzubringen.                                         |           |                         |                          |                      |                                         |                     |                                         |
| 38 | 15        | Der Geschmack des Todes | Red Herring              | 4. März 2010         | 31. Mai 2010                            | Eric Laneuville     | David Appelbaum                         |
| Jane und das CBI-Team untersuchen den Mord an Gabriel Barge, einem prominenten Chefkoch. Der Mörder scheint sich unter dessen Konkurrenten zu befinden. |           |                         |                          |                      |                                         |                     |                                         |
| 39 | 16        | Code Red                | Code Red                 | 11. März 2010        | 5. Sep. 2010                            | John F. Showalter   | Bruno Heller                            |
| „Ich bin ermordet worden!“, teilt eine Wissenschaftlerin Patrick Jane am Telefon mit. Sofort ist er Feuer und Flamme, den ungewöhnlichen Fall aufzuklären. |           |                         |                          |                      |                                         |                     |                                         |
| 40 | 17        | Kleopatras Ring         | The Red Box              | 1. Apr. 2010         | 12. Sep. 2010                           | Chris Long          | John Mankiewicz                         |
| Jane und das Team des CBI untersuchen den Mord an einem Privatlehrer. Derweil lernen Jane und die anderen ihre neue Chefin kennen: Special Agent Madeleine Hightower. |           |                         |                          |                      |                                         |                     |                                         |
| 41 | 18        | Giftiges Wasser         | Aingavite Baa            | 8. Apr. 2010         | 19. Sep. 2010                           | Stephen Gyllenhaal  | Tom Szentgyorgyi & Erika Green Swafford |
| Die Überlebende eines Mordversuchs leidet unter Amnesie. Das Team des CBI soll der „Unbekannten“ helfen, sich daran zu erinnern, was geschah. |           |                         |                          |                      |                                         |                     |                                         |
| 42 | 19        | Auftragsmord            | Blood Money              | 22. Apr. 2010        | 26. Sep. 2010                           | Adam Kane           | Ashley Gable & Jordan Harper            |
| Eine Richterin wird von einem Auftragskiller ermordet. Als aufgrund eines Fehlers von Patrick Jane der Mörder vor Gericht freigesprochen wird, wird Lisbon suspendiert. |           |                         |                          |                      |                                         |                     |                                         |
| 43 | 20        | Gemischtes Doppel       | Red All Over             | 29. Apr. 2010        | 3. Okt. 2010                            | Roxann Dawson       | Carolyn Ingber                          |
| Jane und das CBI untersuchen das Selbstverwirklichungszentrum Visualize, das vermutlich mit dem Mord an dem Chief Executive Officer (CEO) einer großen Mediengesellschaft zu tun hat. Dabei lernt der Mentalist den Sektenführer Bret Stiles kennen.                                                                                                   |           |                         |                          |                      |                                         |                     |                                         |
| 44 | 21        | Schachmatt              | 18-5-4                   | 6. Mai 2010          | 10. Okt. 2010                           | Charles Beeson      | Leonard Dick & Ken Woodruff             |
| Der Mord an einem Mathegenie durch einen Clown wird vom Team des CBI und Patrick Jane untersucht. Das Interessante an dem Tod des Mannes: Der Mörder hat dem Opfer einen Finger abgetrennt. |           |                         |                          |                      |                                         |                     |                                         |
| 45 | 22        | Der Menschenfreund      | Red Letter               | 13. Mai 2010         | 17. Okt. 2010                           | John F. Showalter   | Eoghan Mahony                           |
| Als das Team des CBI den Tod eines Wohltätigkeitsveranstalters untersucht, trifft Patrick wieder auf das Medium Kristina Frye. Zusammen mit ihr versucht er, den Mord aufzuklären. |           |                         |                          |                      |                                         |                     |                                         |
| 46 | 23        | Kein einziges Wort (1)  | Red Sky in the Morning   | 20. Mai 2010         | 24. Okt. 2010                           | Chris Long          | Bruno Heller                            |
| Das CBI untersucht einen Mord, der einem Trittbrettfahrer von Red John zugeschrieben wird. Kristina Frye verschwindet spurlos, nachdem sie versucht hat, sich mit dem echten Red John in Verbindung zu setzen. |           |                         |                          |                      |                                         |                     |                                         |

## Staffel 3
Die Erstausstrahlung der dritten Staffel war vom 23. September 2010 bis zum 19. Mai 2011 auf dem US-amerikanischen Sender CBS zu sehen. Die deutschsprachige Erstausstrahlung sendete der österreichische Sender ORF eins vom 7. Februar bis zum 10. November 2011.
| Nr. (ges.) | Nr. (St.) | Deutscher Titel         | Originaltitel              | Erstausstrahlung USA | Deutschsprachige Erstausstrahlung (A/D) | Regie              | Drehbuch               |
| --- | --------- | ----------------------- | -------------------------- | -------------------- | --------------------------------------- | ------------------ | ---------------------- |
| 47 | 1         | Die Diamantenfalle (2)  | Red Sky at Night           | 23. Sep. 2010        | 7. Feb. 2011                            | Chris Long         | Bruno Heller           |
| Nach der Begegnung mit Red John denkt Patrick über seine Arbeit beim CBI nach. Er lässt seine Kollegen bei einem Fall um einen entführten, wichtigen Anwalt im Stich. Lisbon versucht, ihn mit einem Trick zur Mitarbeit zu bewegen. |           |                         |                            |                      |                                         |                    |                        |
| 48 | 2         | Das perfekte Opfer      | Cackle-Bladder Blood       | 30. Sep. 2010        | 14. Feb. 2011                           | John Polson        | Ashley Gable           |
| Als Patricks Schwager in die Stadt kommt und in eine Mordsache gerät, ist dieser gezwungen, ihm trotz persönlicher Vorbehalte zu helfen. |           |                         |                            |                      |                                         |                    |                        |
| 49 | 3         | Die Feinde der Wahrheit | The Blood on His Hands     | 7. Okt. 2010         | 21. Feb. 2011                           | David M. Barrett   | Tom Szentgyorgyi       |
| Der Sektenführer Bret Stiles bietet Patrick Informationen über Red John und das Verschwinden von Kristina, um die Rivalität zwischen den beiden zu entschärfen. Gleichzeitig lernt das Team den FBI-Agenten Craig O’Laughlin kennen. Als Jane Kristina dann findet, hält sich diese selbst für tot. |           |                         |                            |                      |                                         |                    |                        |
| 50 | 4         | Lügen und Kerzen        | Red Carpet Treatment       | 14. Okt. 2010        | 28. Feb. 2011                           | Charles Beeson     | Daniel Cerone          |
| Patrick und der Rest des Teams untersuchen den Mord an einem Verurteilten, der aufgrund von DNA-Beweisen freigelassen wurde. |           |                         |                            |                      |                                         |                    |                        |
| 51 | 5         | Schnell wie der Wind    | The Red Ponies             | 21. Okt. 2010        | 7. März 2011                            | John F. Showalter  | Eoghan Mahony          |
| Das CBI wird zur Aufklärung eines Mordes an einem bekannten Jockey herbeigerufen. Das Team nimmt Ermittlungen auf der Pferderennbahn auf. |           |                         |                            |                      |                                         |                    |                        |
| 52 | 6         | Ruhe in Frieden         | Pink Chanel Suit           | 28. Okt. 2010        | 14. März 2011                           | Eric Laneuville    | Ken Woodruff           |
| Das CBI gerät in Schwierigkeiten, als auf dem gut bewachten Grundstück einer einflussreichen Persönlichkeit ein Mord geschieht und eine Person verschwindet. Jane ist sich jedoch sicher, dass die Person das Gebäude nie verlassen hat – weder tot noch lebendig. |           |                         |                            |                      |                                         |                    |                        |
| 53 | 7         | Sag niemals nie         | Red Hot                    | 4. Nov. 2010         | 21. März 2011                           | Chris Long         | Ashley Gable           |
| Ein Gebäude explodiert, während Patrick und das CBI-Team sich darin aufhalten, um eine Morddrohung zu untersuchen. Lisbon trifft erneut auf den Milliardär Walter Mashburn und es knistert zwischen den beiden. |           |                         |                            |                      |                                         |                    |                        |
| 54 | 8         | Von langer Hand         | Ball of Fire               | 11. Nov. 2010        | 28. März 2011                           | Stephen Gyllenhaal | Tom Szentgyorgyi       |
| Das CBI-Team muss Patricks Fälle mehrerer Jahre durchgehen, da dieser entführt wurde. Die Liste der Verdächtigen ist besonders lang, weil sie feststellen, dass beinahe jeder, der je mit ihm zu tun hatte, ihm möglicherweise Schaden zufügen möchte. |           |                         |                            |                      |                                         |                    |                        |
| 55 | 9         | Tiger, Tiger?           | Red Moon                   | 18. Nov. 2010        | 7. Apr. 2011                            | Simon Baker        | Bruno Heller           |
| Ellis Mars, ein örtliches Medium, hilft Patrick Jane dabei, einen dreifachen Mord an zwei Polizisten und der Verlobten eines Sanitäters aufzuklären. Als der Mörder sich nach seiner Verhaftung mit dem Mentalist unterhalten will, wird er von einem Unbekannten angezündet. Seine letzten Worte zitieren Red John. |           |                         |                            |                      |                                         |                    |                        |
| 56 | 10        | Todesengel              | Jolly Red Elf              | 9. Dez. 2010         | 14. Apr. 2011                           | John F. Showalter  | Daniel Cerone          |
| Nach dem Tod eines Weihnachtsmannes folgt das CBI Spuren, die zu einer Gruppe der Anonymen Alkoholiker und zum „Nationalen Verband der Echten Weihnachtsmänner“ führt. Der unabhängige Ermittler J.J. LaRoche befragt Patrick zum Tod des Verdächtigen aus der vorherigen Folge und deutet an, eine Verdächtigenliste erstellt zu haben. Jane erhofft sich einen Hinweis auf Red Johns Identität und versucht an die Liste zu kommen. Er kontaktiert seinen ehemaligen Chef Virgil Minelli. |           |                         |                            |                      |                                         |                    |                        |
| 57 | 11        | Bis aufs Blut           | Bloodsport                 | 6. Jan. 2011         | 21. Apr. 2011                           | Roxann Dawson      | Eoghan Mahony          |
| Eine junge Reporterin, die monatelang die Geschehnisse rund um einen Mixed Martial Arts Kampf recherchiert hatte, wird tot aufgefunden. |           |                         |                            |                      |                                         |                    |                        |
| 58 | 12        | Harte Zahlen            | Bloodhounds                | 20. Jan. 2011        | 28. Apr. 2011                           | Charles Beeson     | Erika Green Swafford   |
| Als das CBI Unterstützung von einer FBI-Kriminalprofilerin erhält, beginnt ein Wettstreit zwischen dieser und Patrick. Beide versuchen zu beweisen, wer die besseren Methoden hat, um einen Doppelmord aufzuklären. |           |                         |                            |                      |                                         |                    |                        |
| 59 | 13        | Mittel und Wege         | Red Alert                  | 3. Feb. 2011         | 5. Mai 2011                             | Guy Ferland        | Jordan Harper          |
| Das CBI untersucht einen Mord und hat schnell einen Verdächtigen: Ein mutmaßlicher Mörder aus der Nachbarschaft. Dieser flüchtet und nimmt im Rathaus Geiseln – unter anderem auch Patrick Jane. |           |                         |                            |                      |                                         |                    |                        |
| 60 | 14        | Spätes Wunder           | Blood For Blood            | 10. Feb. 2011        | 1. Sep. 2011                            | Martha Mitchell    | David Appelbaum        |
| Van Pelt wird beim Personenschutz eines Kronzeugen niedergeschlagen und der Zeuge getötet. Dessen Tochter hat alles gesehen, erinnert sich aber an nichts. Patrick bemüht sich um Aufklärung. Nach Abschluss des Falles macht O’Laughlin Van Pelt einen Heiratsantrag. |           |                         |                            |                      |                                         |                    |                        |
| 61 | 15        | Goldrausch              | Red Gold                   | 17. Feb. 2011        | 8. Sep. 2011                            | Tom Verica         | Cindi M. Grossenbacher |
| An einem Claim wird eine Leiche gefunden. Das CBI ermittelt unter den Goldwäschern. Lisbon muss aufgrund einer Verletzung im Bürodienst verbleiben, während Hightower sie im Außeneinsatz vertritt. |           |                         |                            |                      |                                         |                    |                        |
| 62 | 16        | Besser Allein           | Red Queen                  | 24. Feb. 2011        | 15. Sep. 2011                           | Chris Long         | Daniel Cerone          |
| Das Team des CBI gerät unter Verdacht, als ein Antiquitätenhändler tot in einem Museum aufgefunden wird. Die Beweise deuten darauf hin, dass ein Mitglied des Teams für seinen Tod verantwortlich ist. Als Jane eine Verbindung zum Mord des Polizistenmörders feststellt, gerät Hightower unter Verdacht eine Komplizin von Red John zu sein. |           |                         |                            |                      |                                         |                    |                        |
| 63 | 17        | Schmerzensschreie       | Bloodstream                | 10. März 2011        | 22. Sep. 2011                           | Bobby Roth         | Erika Green Swafford   |
| Das CBI untersucht den Mord an einem Arzt, der tot in einer Driving Range aufgefunden wird. Unter den Verdächtigen sind das Krankenhauspersonal und mehrere Patienten. LaRoche wird die Leitung des CBI übertragen und er ersetzt Lisbon kurzerhand durch Cho als neuen Chef der Einheit. |           |                         |                            |                      |                                         |                    |                        |
| 64 | 18        | Kleine graue Männchen   | The Red Mile               | 31. März 2011        | 29. Sep. 2011                           | Darnell Martin     | Tom Szentgyorgyi       |
| Ein Mann, der behauptet, von Außerirdischen entführt worden zu sein, wird tot aufgefunden. Beim Abtransport seiner Leiche mit dem Wagen des Gerichtsmediziners wird diese entwendet. Derweil kommt Van Pelt mit ihren Heiratsplänen voran. |           |                         |                            |                      |                                         |                    |                        |
| 65 | 19        | Keine Rose ohne Dornen  | Every Rose Has Its Thorn   | 7. Apr. 2011         | 6. Okt. 2011                            | Charles Beeson     | Ken Woodruff           |
| Das CBI untersucht die tödlichen Schüsse auf den Inhaber einer Partnervermittlung, dessen Körper im Jachthafen entdeckt wurde. Patrick Jane ist davon überzeugt, dass die junge, attraktive und manipulative Witwe Erica Flynn die Mörderin ist. |           |                         |                            |                      |                                         |                    |                        |
| 66 | 20        | Ein Akt der Liebe       | Redacted                   | 28. Apr. 2011        | 13. Okt. 2011                           | David M. Barrett   | Eoghan Mahony          |
| Jane lässt einen Dieb bei LaRoche nach der Verdächtigenliste für den Mord des Polizistenmörders suchen. Dieser wird jedoch beim Einbruch festgenommen und will nun Jane als Auftraggeber bekannt geben. Lisbon wird misstrauisch als sie merkt, dass Patrick sich für den jüngsten Fall des CBI wenig interessiert. |           |                         |                            |                      |                                         |                    |                        |
| 67 | 21        | Alte Schule             | Like A Redheaded Stepchild | 5. Mai 2011          | 20. Okt. 2011                           | Eric Laneuville    | Jordan Harper          |
| Ein Gefängniswärter wird ermordet. Jane und Lisbon glauben an einen Gefängnismord. Rigsby kontaktiert seinen Vater, der selbst jahrelang in Haft war. |           |                         |                            |                      |                                         |                    |                        |
| 68 | 22        | Hortensien lügen nicht  | Rhapsody in Red            | 12. Mai 2011         | 27. Okt. 2011                           | David M. Barrett   | David Appelbaum        |
| Als eine Geigerin erschossen wird, ermittelt das CBI unter den Orchestermusikern. Patrick Jane glaubt, dass das Blütenblatt einer Hortensie, welches am Tatort gefunden wurde, ihn zum Täter führen wird. |           |                         |                            |                      |                                         |                    |                        |
| 69 | 23        | Bomben (1)              | Strawberries and Cream (1) | 19. Mai 2011         | 3. Nov. 2011                            | Chris Long         | Ashley Gable           |
| Vor einer Tankstelle sprengt sich ein junger Mann in die Luft. Patrick Jane versucht zu beweisen, dass dies kein Selbstmord war, sondern Mord. Doch dann muss er Lisbon aus einer verzwickten Lage heraushelfen. |           |                         |                            |                      |                                         |                    |                        |
| 70 | 24        | Erdbeeren mit Sahne (2) | Strawberries and Cream (2) | 19. Mai 2011         | 10. Nov. 2011                           | Chris Long         | Bruno Heller           |
| Patrick Jane versucht mit der Hilfe seiner Mitarbeiter, den Informanten von Red John im CBI zu finden, der ihn, wie er hofft, zu Red John führen wird. Er hat dafür 48 Stunden Zeit. |           |                         |                            |                      |                                         |                    |                        |

## Staffel 4
Die Erstausstrahlung der vierten Staffel war vom 22. September 2011 bis zum 17. Mai 2012 auf dem US-amerikanischen Sender CBS zu sehen. Die deutschsprachige Erstausstrahlung der ersten 12 Folgen erfolgte von 2. Februar 2012 bis 19. April 2012 auf dem österreichischen Sender ORF eins. Nach der Sommerpause setzte ORF eins die deutschsprachige Erstausstrahlung fort und zeigte von 5. bis 26. September 2012 weitere 8 Folgen der vierten Staffel. Die deutschsprachige Erstausstrahlung der letzten 4 Folgen war vom 18. November 2012 bis zum 9. Dezember 2012 auf dem deutschen Sender Sat.1 zu sehen.
| Nr. (ges.) | Nr. (St.) | Deutscher Titel             | Originaltitel                               | Erstausstrahlung USA | Deutschsprachige Erstausstrahlung (A/D) | Regie             | Drehbuch             |
| --- | --------- | --------------------------- | ------------------------------------------- | -------------------- | --------------------------------------- | ----------------- | -------------------- |
| 71 | 1         | Eine harte Woche (3)        | Scarlet Ribbons                             | 22. Sep. 2011        | 2. Feb. 2012                            | Charles Beeson    | Bruno Heller         |
| Jane sitzt nach dem Mord an Red John im Gefängnis. Da die Waffe, mit der Red John ihn bedroht hatte, verschwunden ist, versucht er zu beweisen, dass Timothy Carter – der Mann, den er erschossen hat – tatsächlich Red John war. Dies stellt sich als schwierig heraus, da Janes Kaution so hoch ist, dass er vorerst in Untersuchungshaft bleiben muss. |           |                             |                                             |                      |                                         |                   |                      |
| 72 | 2         | Der letzte Beweis (4)       | Little Red Book                             | 29. Sep. 2011        | 9. Feb. 2012                            | Eric Laneuville   | Tom Szentgyorgyi     |
| Patrick Jane kehrt zum CBI zurück, wird jedoch einem neuen Team zugeteilt. Er versucht, sein altes Team wieder zu vereinen und seinen neuen Vorgesetzten loszuwerden. Da kommt ihm der Mord an einem Fitnesstrainer gerade recht. Heimlich arbeitet er außerdem daran, Lisbon zu beweisen, dass Red John doch noch lebt. |           |                             |                                             |                      |                                         |                   |                      |
| 73 | 3         | Hoffen und lügen            | Pretty Red Balloon                          | 6. Okt. 2011         | 16. Feb. 2012                           | John F. Showalter | Ashley Gable         |
| Connor, ein neun Jahre alter Junge, wird an einer Bushaltestelle entführt. Ein zurückgelassenes Luftballontier weist auf einen Serientäter hin. Beth, die Mutter des Sohnes und ehemalige Klientin von Jane, bittet ihn und ein professionelles Medium um Hilfe. |           |                             |                                             |                      |                                         |                   |                      |
| 74 | 4         | Der Mann aus Texas          | Ring Around the Rosie                       | 13. Okt. 2011        | 23. Feb. 2012                           | Chris Long        | Daniel Cerone        |
| Während einer Demonstration sieht Jane Hinweise auf ein geplantes Attentat und entwickelt einen Plan, den mutmaßlichen Täter in die Falle zu locken. Doch zuerst muss er seinen neuen Chef Luther Wainwright von seinen unorthodoxen Methoden überzeugen. |           |                             |                                             |                      |                                         |                   |                      |
| 75 | 5         | Blume im Meer               | Blood and Sand                              | 20. Okt. 2011        | 1. März 2012                            | John Polson       | Eoghan Mahony        |
| Auf einer Insel vor Kalifornien wird eine 19-Jährige tot angespült. Die Leute aus dem nahen Dorf meinen, sie wurde vom Festland angeschwemmt. Doch Patrick Jane ist sich sicher, dass einer der Insulaner der Mörder sein muss. |           |                             |                                             |                      |                                         |                   |                      |
| 76 | 6         | Kopfgeldjäger               | Where in the World is Carmine O’Brien?      | 27. Okt. 2011        | 8. März 2012                            | Bobby Roth        | David Appelbaum      |
| Als eine Polizeichefin ermordet wird, gerät der flüchtige Carmine O’Brien ins Visier des CBI. Doch als Lisbon erfährt, dass auch ihr Bruder, der Kopfgeldjäger Tommy, hinter O’Brien her ist, entbrennt zwischen den Geschwistern ein rasanter Wettstreit. |           |                             |                                             |                      |                                         |                   |                      |
| 77 | 7         | Das Zeichen an der Wand     | Blinking Red Light                          | 3. Nov. 2011         | 15. März 2012                           | Simon Baker       | Ken Woodruff         |
| Ein Serienmörder, welcher sich in San Francisco mehrmals an jungen Frauen vergriffen hat, schlägt in Kalifornien erneut zu. Das CBI hat schnell einen Verdächtigen. Jane lernt nebenbei den Journalisten James Panzer kennen, welcher den Ermittlern seine Hilfe anbietet. Doch Panzer legt beim Lösen des Falles eine ungewöhnliche Besessenheit an den Tag. Und zu allem Überfluss wird der Fall schließlich an FBI-Agentin Susan Darcy übergeben. |           |                             |                                             |                      |                                         |                   |                      |
| 78 | 8         | Eine Frage des Respekts     | Pink Tops                                   | 17. Nov. 2011        | 22. März 2012                           | Tom Verica        | Erika Green Swafford |
| In der Nähe eines Nachtclubs wird die Leiche einer jungen Frau entdeckt. Jane findet heraus, dass es sich dabei um eine Undercover-Agentin handelt, die Ermittlungen gegen einen Drogendealer führte. Als Patrick dann spurlos verschwindet, nimmt sich Cho die Prostituierte Summer zur Brust. |           |                             |                                             |                      |                                         |                   |                      |
| 79 | 9         | Wahrheit tut weh            | The Redshirt                                | 8. Dez. 2011         | 29. März 2012                           | Eric Laneuville   | Jordan Harper        |
| Vor einer Bar explodiert ein Auto und alles deutet darauf hin, dass der ehemalige NFL-Quarterback Doc Dugan bei der Explosion ums Leben gekommen ist. Als Patrick aber seine Wohnung nach Beweisen durchsuchen möchte, macht er dort eine erstaunliche Entdeckung. |           |                             |                                             |                      |                                         |                   |                      |
| 80 | 10        | Der Mörder mit der Maske    | Fugue in Red                                | 15. Dez. 2011        | 5. Apr. 2012                            | Randy Zisk        | Daniel Cerone        |
| Ein Feuerwehrmann wird in einem Wald ermordet. Patrick Jane und seine Kollegen fahren zum Tatort. Als der Mentalist sich in der Dunkelheit auf die Suche nach der Tatwaffe macht, greift ihn der Mörder an und versucht, ihn zu ertränken. Lisbon kann ihn zwar retten, doch als Jane aufwacht, kann er sich an alles, was nach dem Mord an seiner Familie (diesen mit einbezogen) passierte, nicht mehr erinnern und benimmt sich wieder wie früher. Beim Aufklären des Falles kommt es daher zu zahlreichen Problemen. |           |                             |                                             |                      |                                         |                   |                      |
| 81 | 11        | Die Geister, die wir riefen | Always Bet on Red                           | 12. Jan. 2012        | 12. Apr. 2012                           | John F. Showalter | Ashley Gable         |
| Ein reicher Scheidungsanwalt stirbt bei der Explosion seines Schnellbootes. Während das CBI eine lange Liste von Verdächtigen abarbeitet, hat der Mentalist ganz andere Probleme: Er bekommt Besuch von FBI-Agentin Susan Darcy, die den Mord an James Panzer bearbeitet. Daraufhin meldet sich Patricks alter Widersacher Red John. Jane wird klar: Darcy muss weg von dem Fall, sonst wird sie Red Johns nächstes Opfer. |           |                             |                                             |                      |                                         |                   |                      |
| 82 | 12        | Allein in der Wildnis       | My Bloody Valentine                         | 19. Jan. 2012        | 19. Apr. 2012                           | Elodie Keene      | Tom Szentgyorgyi     |
| Als Grace Van Pelt eine Zeugin, die in einem Mafiamord aussagen soll, zum CBI-Hauptquartier bringen soll, werden sie und ihre Beifahrerin angegriffen und müssen in den dichten Wald flüchten. Entgegen den Vorschriften macht sich Rigsby auf, die beiden zu retten und lässt dafür sogar seine schwangere Freundin sitzen. Die Lage spitzt sich zu, als Jane sich an den Mafiaboss persönlich wendet. |           |                             |                                             |                      |                                         |                   |                      |
| 83 | 13        | Die goldene Feder           | Red Is the New Black                        | 2. Feb. 2012         | 5. Sep. 2012                            | Tom Verica        | Eoghan Mahony        |
| Ein Modedesigner wird kaltblütig ermordet und mit einer goldenen Feder im Mund aufgefunden. Während das CBI versucht, den Mordfall schnell aufzuklären, bahnt sich neuer Ärger für Jane an: Susan Darcy kontaktiert Rosalind Harker, durchforscht die Red-John-Akten, geht nochmal die Morde an Panzer und Carter durch und stößt dabei auf Ungereimtheiten. |           |                             |                                             |                      |                                         |                   |                      |
| 84 | 14        | Im Wein liegt Wahrheit      | At First Blush                              | 9. Feb. 2012         | 5. Sep. 2012                            | Roxann Dawson     | David Appelbaum      |
| Patrick Jane beobachtet vor dem Gerichtsgebäude zufällig eine junge Frau, die des Mordes an ihrem Tanzlehrer angeklagt ist, und ist prompt von ihrer Unschuld überzeugt. Um sie zu retten, rollen er und Lisbon den Fall nochmal auf. Doch die Zeit drängt, die Geschworenen haben sich schon zur Beratung zurückgezogen. |           |                             |                                             |                      |                                         |                   |                      |
| 85 | 15        | Mitten im Sommer            | War of the Roses                            | 16. Feb. 2012        | 12. Sep. 2012                           | Geary McLeod      | Ken Woodruff         |
| Patrick Jane lässt die Mörderin Erica Flynn, die er wegen Mordes an ihrem Mann hinter Gitter gebracht hatte, aus dem Gefängnis holen, da sie angibt, Informationen im Mordfall einer Sozialarbeiterin zu haben. |           |                             |                                             |                      |                                         |                   |                      |
| 86 | 16        | Die rote Wolke              | His Thoughts Were Red Thoughts              | 23. Feb. 2012        | 12. Sep. 2012                           | Charles Beeson    | Jordan Harper        |
| Als der Journalist Meadows während der Recherche zu einem Mord, der sich im Umfeld der Sekte Visualize ereignet hat, ermordet wird, trifft Patrick Jane auf den altbekannten Bret Stiles. |           |                             |                                             |                      |                                         |                   |                      |
| 87 | 17        | Keine Lust auf Shakespeare  | Cheap Burgundy                              | 8. März 2012         | 19. Sep. 2012                           | Bruno Heller      | Bruno Heller         |
| Ein junges Mädchen wird ermordet und Jane ist der Meinung, dass es jemand sei, der sich mit Shakespeare auskennt. Er scheint jedoch „Keine Lust auf Shakespeare“ zu haben, denn kurz darauf arbeitet er mit FBI-Agentin Darcy an der Aufklärung des Mordes an einer jungen Frau, die auf einer Picknickwiese gefunden wurde. Was er jedoch nicht kennt, sind Darcys wahre Absichten: Sie hält Patrick für den Verbündeten von Red John und sammelt heimlich Beweise gegen ihn. |           |                             |                                             |                      |                                         |                   |                      |
| 88 | 18        | Die Aura des Todes          | Ruddy Cheeks                                | 9. März 2012         | 19. Sep. 2012                           | Eric Laneuville   | Erika Green Swafford |
| Ein ausgerissener Tiger gräbt eine Leiche aus. Das CBI stellt fest, dass der Ermordete an Krebs im Endstadium litt. Das Team versucht herauszufinden wer den ohnehin bereits tödlich Erkrankten getötet hat. |           |                             |                                             |                      |                                         |                   |                      |
| 89 | 19        | Der Zauberer                | Pink Champagne on Ice                       | 29. März 2012        | 26. Sep. 2012                           | David Von Ancken  | Eoghan Mahony        |
| Ein Mann wird tot neben seinem Auto gefunden. Seine Beifahrerin ist verschwunden. Jane trifft in einem nahegelegenen Casino auf einen Zauberkünstler, den er noch aus früheren Zeiten kennt. |           |                             |                                             |                      |                                         |                   |                      |
| 90 | 20        | High School Drama           | Something’s Rotten in Redmund               | 5. Apr. 2012         | 26. Sep. 2012                           | Guy Ferland       | Rebecca Perry Cutter |
| Ein Highschool-Lehrer wird ermordet. In seiner Aktentasche wird ein Drohbrief entdeckt, der wohl von einem Schüler stammt. |           |                             |                                             |                      |                                         |                   |                      |
| 91 | 21        | Rote Absätze                | Ruby Slippers                               | 26. Apr. 2012        | 18. Nov. 2012                           | Kevin Hooks       | Daniel Cerone        |
| Patrick Jane und das CBI suchen den Mörder eines Mannes, der verbrannt vor einem Travestietheater aufgefunden wurde. Im Laufe ihrer Ermittlungen stoßen sie auf zahlreiche Tatverdächtige, welche das Opfer allesamt schikanierten. |           |                             |                                             |                      |                                         |                   |                      |
| 92 | 22        | Man nennt es Gier           | So Long, and Thanks for All the Red Snapper | 3. Mai 2012          | 25. Nov. 2012                           | Chris Long        | Ashley Gable         |
| Während das CBI-Team den Mord an einem Surfer untersucht, trifft Lisbon auf ihren ehemaligen Verlobten Greg Tayback, den sie bereits mehrere Jahre nicht mehr gesehen hat. Cho zweifelt unterdessen an der Weiterführung seiner Beziehung mit Summer. |           |                             |                                             |                      |                                         |                   |                      |
| 93 | 23        | Das offene Grab             | Red Rover, Red Rover                        | 10. Mai 2012         | 2. Dez. 2012                            | John F. Showalter | Tom Szentgyorgyi     |
| Pünktlich zum 9. Todestag seiner Frau erhält Patrick Jane eine Botschaft von Red John. Um seinen ewigen Widersacher endlich aufspüren zu können, lässt er sein Team bei der Aufklärung des aktuellen Falls im Stich und gefährdet somit seine Zukunft beim CBI. |           |                             |                                             |                      |                                         |                   |                      |
| 94 | 24        | Der Angler und der Fisch    | The Crimson Hat                             | 17. Mai 2012         | 9. Dez. 2012                            | Chris Long        | Bruno Heller         |
| Nachdem Jane seine Kollegen vom CBI bereits seit sechs Monaten nicht mehr kontaktiert hat, übermittelt ihm Red John über Umwege die Nachricht, dass dieser zu einem Treffen bereit wäre, um sich mit seinem ewigen Kontrahenten zu versöhnen. Zum Beweis für Patricks Loyalität gegenüber Red John fordert dieser jedoch als „Gastgeschenk“ den Kopf von Teresa Lisbon. Jane willigt ein und tötet scheinbar Lisbon. Kurz darauf stellt sich heraus, dass die beiden Lisbons Tod nur vorgetäuscht haben, um Red John in eine Falle zu locken. Dieser Plan scheitert jedoch auf dramatische Weise, als bei der geplanten Verhaftung von Red John CBI-Chef Luther Wainwright ums Leben kommt. |           |                             |                                             |                      |                                         |                   |                      |

## Staffel 5
Die Erstausstrahlung der fünften Staffel war vom 30. September 2012 bis zum 5. Mai 2013 auf dem US-amerikanischen Sender CBS zu sehen. Die deutschsprachige Erstausstrahlung startete am 6. Januar 2013 auf Sat.1, erfolgte ab der zweiten Folge aber auf dem österreichischen Sender ORF eins.
| Nr. (ges.) | Nr. (St.) | Deutscher Titel            | Originaltitel           | Erstausstrahlung USA | Deutschsprachige Erstausstrahlung (D/A) | Regie                 | Drehbuch                             |
| --- | --------- | -------------------------- | ----------------------- | -------------------- | --------------------------------------- | --------------------- | ------------------------------------ |
| 95 | 1         | Rote Glasperlen            | The Crimson Ticket      | 30. Sep. 2012        | 6. Jan. 2013                            | Randy Zisk            | Bruno Heller                         |
| Patrick Jane erhofft sich durch die Festnahme von Lorelei Martins, einer Gehilfin des Serienmörders Red John, nähere Informationen über dessen Identität und aktuellen Aufenthaltsort. Allerdings zeigt sich auch das FBI sehr interessiert daran, Martins in Gewahrsam zu nehmen. Unterdessen werden in einer Wohnung ein Mann und eine Frau tot nebeneinander aufgefunden, welche auf den ersten Blick nichts miteinander zu tun haben.                                                                                             |           |                            |                         |                      |                                         |                       |                                      |
| 96 | 2         | Belladonna                 | Devil’s Cherry          | 7. Okt. 2012         | 7. Jan. 2013                            | Randy Zisk            | Daniel Cerone                        |
| In der Wohnung eines brutal ermordeten Juweliers, welcher kurz zuvor einen überaus wertvollen Diamanten geschliffen hat, kostet Patrick Jane versehentlich von einem mit Belladonna vergifteten Tee. Infolgedessen wird er kurzzeitig ohnmächtig und halluziniert von seiner durch Red John getöteten Tochter Charlotte. |           |                            |                         |                      |                                         |                       |                                      |
| 97 | 3         | Ticket nach Brasilien      | Not One Red Cent        | 14. Okt. 2012        | 14. Jan. 2013                           | Chris Long            | Ken Woodruff                         |
| Als eine Bankfiliale von drei maskierten Männern überfallen wird, ist Jane zufällig in der Nähe. Bei ihrem Raubzug erbeuten die Räuber eine Million Dollar, der stellvertretende Filialleiter Ernie Wright wird jedoch tot im Tresorraum der Bank aufgefunden. Bei seinen Ermittlungen fällt Patrick schließlich schnell auf, dass es bei dem Überfall einen Komplizen innerhalb der Bank gegeben haben muss. |           |                            |                         |                      |                                         |                       |                                      |
| 98 | 4         | Der letzte Gruß            | Blood Feud              | 21. Okt. 2012        | 21. Jan. 2013                           | Anton Cropper         | Jordan Harper                        |
| Bei ihren aktuellen Ermittlungen geraten Lisbon und ihr Team zwischen die Fronten zweier berüchtigter Gangs. Innerhalb ihres Einsatzes kommt es zu einem tödlichen Schusswechsel zwischen einem Verdächtigen und Wayne Rigsby, welcher sich hierfür vor dem internen CBI-Ermittler J.J. LaRoche verantworten muss. |           |                            |                         |                      |                                         |                       |                                      |
| 99 | 5         | Wie alles anfing           | Red Dawn                | 28. Okt. 2012        | 28. Jan. 2013                           | Chris Long            | Tom Szentgyorgyi                     |
| Ein Jahr nachdem der Serienmörder Red John Janes Frau und Tochter umgebracht hat, erscheint Jane in der CBI-Zentrale und bittet Lisbon und ihr Team um Einsicht in die Red John-Akten. Als durch seine Unterstützung ein Mordfall aufgeklärt werden kann, wird Jane offiziell als Berater eingestellt. |           |                            |                         |                      |                                         |                       |                                      |
| 100 | 6         | Fünf Millionen             | Cherry Picked           | 4. Nov. 2012         | 4. Feb. 2013                            | John F. Showalter     | David Appelbaum                      |
| Ein Wachmann wird tot in einer noblen Wohngegend aufgefunden. Als Lisbon und ihr Team mit den Ermittlungen beginnen, stellt sich heraus, dass offenbar gleichzeitig ein reiches Ehepaar aus seinem Haus entführt wurde. Die Kidnapper fordern für die Freilassung der beiden ein Lösegeld von 5 Millionen US-Dollar. Als das vermeintlich entführte Paar allerdings unversehrt aus dem gemeinsamen Urlaub zurückkehrt, stellt sich heraus, dass die Entführten Freunde des jungen Paares sind, welche auf das Haus aufpassen sollten. |           |                            |                         |                      |                                         |                       |                                      |
| 101 | 7         | Unangreifbar               | If It Bleeds, It Leads  | 11. Nov. 2012        | 11. Feb. 2013                           | John F. Showalter     | Eoghan Mahony                        |
| Die junge Fernsehjournalistin Cassie Flood rast mit ihrem Wagen ungebremst einen Abhang hinunter. Lisbon und ihr Team finden heraus, dass sie kurz zuvor an einer brandheißen Enthüllungsstory über den Multimilliardär Tommy Volker arbeitete, welche die durch diesen in Auftrag gegebene Ausrottung eines kompletten Stammes im Amazonas aufdecken sollte. Zur selben Zeit führt Jane seine Suche nach Lorelei Martins ohne die Hilfe seiner Kollegen fort.                                                                        |           |                            |                         |                      |                                         |                       |                                      |
| 102 | 8         | Miranda                    | Red Sails in the Sunset | 18. Nov. 2012        | 18. Feb. 2013                           | Simon Baker           | Daniel Cerone                        |
| Mithilfe eines durch Patrick Jane und Bret Stiles ins Leben gerufenen Fluchtplans gelingt Lorelei Martins der Ausbruch aus dem Hochsicherheitsgefängnis. Durch seine tollkühne Hilfe zur Flucht erhofft sich Jane, ihr wertvolle Informationen über seinen ewigen Widersacher Red John zu entlocken. Martins zeigt sich von dieser Idee jedoch nicht allzu begeistert, gibt ihm aber den Hinweis, dass er diesen persönlich kennt. |           |                            |                         |                      |                                         |                       |                                      |
| 103 | 9         | Kirschrot                  | Black Cherry            | 25. Nov. 2012        | 25. Feb. 2013                           | Elodie Keene          | Erika Green Swafford                 |
| Ein junger Mann wird auf einem Golfplatz aufgefunden, sein Auto ist verschwunden. Als erstes wird die Gang verdächtigt, mit der er vor einigen Jahren zu tun hatte. |           |                            |                         |                      |                                         |                       |                                      |
| 104 | 10        | Der Botaniker              | Panama Red              | 9. Dez. 2012         | 4. März 2013                            | Guy Ferland           | Michael Weiss                        |
| Der Tod eines jungen Botanikers führt das Team um den Mentalist in die Welt des medizinischen Marihuana. Cho trifft währenddessen unfreiwillig wieder auf Summer Edgecombe. |           |                            |                         |                      |                                         |                       |                                      |
| 105 | 11        | Falsche Zeit, falscher Ort | Days of Wine and Roses  | 6. Jan. 2013         | 11. März 2013                           | Eric Laneuville       | Rebecca Perry Cutter                 |
| Das CBI ermittelt innerhalb einer Rehabilitationsklinik, in der ein Model tot aufgefunden wurde, das sich hier auf Entzug befand. Zur selben Zeit startet Lisbon ihren persönlichen Rachefeldzug gegen Tommy Volker, den sie nun endgültig für zahlreiche begangene Auftragsmorde hinter Gitter bringen möchte. Durch dessen zahlreiche Verbindungen und Beziehungen zu unterschiedlichsten einflussreichen Personen gestaltet sich dieses Vorhaben jedoch als äußerst schwieriges Unterfangen.                                       |           |                            |                         |                      |                                         |                       |                                      |
| 106 | 12        | Der einzige Zeuge          | Little Red Corvette     | 13. Jan. 2013        | 18. März 2013                           | Randy Zisk            | Ken Woodruff                         |
| Ein Geologe wird tot in einer abgelegenen Lagerhalle aufgefunden. Bei ihren Ermittlungen an dem Fall wird Lisbon und ihrem Team schnell bewusst, dass dieser Mord der endgültige Schlüssel zur Verhaftung von Tommy Volker sein könnte. Durch ein am Tatort gefundenes ferngesteuertes Auto schließt Jane zudem darauf, dass der Mord von einem kleinen Jungen beobachtet worden sein muss, der zur falschen Zeit am falschen Ort war.                                                                                                |           |                            |                         |                      |                                         |                       |                                      |
| 107 | 13        | Die rote Scheune           | The Red Barn            | 27. Jan. 2013        | 25. März 2013                           | Allison Anders        | Tom Szentgyorgyi                     |
| In einer alten Scheune werden Skelette von drei Männern gefunden, die vor über zwanzig Jahren getötet worden sind. An der Außenwand der Scheune ist der Smiley von Red John aufgemalt. |           |                            |                         |                      |                                         |                       |                                      |
| 108 | 14        | Nachts im Museum           | Red in Tooth and Claw   | 17. Feb. 2013        | 29. Juli 2013                           | Randy Zisk            | Jordan Harper                        |
| In einem Labor der Biologiefakultät des Naturkundemuseums wird eine halb zersetzte, junge Studentin in einer Holzkiste mit fleischfressenden Würmern und Käfern gefunden. Weiterhin hilft Jane, die Spielfähigkeiten von Bertram für die abendliche Pokerrunde zu verbessern, damit dieser so auch einmal gegen den Richter gewinnen kann. |           |                            |                         |                      |                                         |                       |                                      |
| 109 | 15        | Frau über Bord             | Red Lacquer Nail Polish | 3. März 2013         | 5. Aug. 2013                            | Geary McLeod          | Eoghan Mahony                        |
| In der Villa einer alten, reichen Frau wird eine komplett verbrannte Leiche gefunden. Als erstes kommt der Neffe der alten Frau unter Verdacht, aber auch ihr Arzt könnte etwas mit dem Mord zu tun haben. |           |                            |                         |                      |                                         |                       |                                      |
| 110 | 16        | Kein Zurück                | There Will Be Blood     | 10. März 2013        | 12. Aug. 2013                           | Anton Cropper         | Ken Woodruff & David Appelbaum       |
| Lorelei Martins sucht den Mörder ihrer Schwester. Sie glaubt nicht, dass es Red John ist, wie Patrick Jane behauptet hatte. Währenddessen muss das CBI mit der Homeland Security am Lorelei-Martins-Fall zusammenarbeiten. |           |                            |                         |                      |                                         |                       |                                      |
| 111 | 17        | Der Gedächtnispalast       | Red, White and Blue     | 17. März 2013        | 19. Aug. 2013                           | Robert Duncan McNeill | Tony Astrino                         |
| Eine junge Frau, die sowohl in einem zivilen als auch in einem Militärkrankenhaus gearbeitet hatte, wird in der Nähe einer Kirche tot aufgefunden. Doch kein Militärangehöriger will mit dem CBI reden und außerdem gibt es noch Personen, die unter Gedächtnisverlust leiden und sich deshalb an nichts erinnern können. |           |                            |                         |                      |                                         |                       |                                      |
| 112 | 18        | Kurz und schmerzlos        | Behind the Red Curtain  | 24. März 2013        | 26. Aug. 2013                           | Chris Long            | Erika Green Swafford & Eoghan Mahony |
| Vom Balkon eines Hotels fällt eine junge Frau auf ein Auto. Die Zeit für die Ermittler drängt, denn in Kürze soll ein Musical aufgeführt werden, bei dem diese Frau mitgespielt hätte. Patrick Jane wartet darauf, dass der schwer verletzte Mann, den Lorelei Martins angeschossen hatte, aus dem Koma aufwacht. Jane erhofft sich von ihm Informationen über Red John. |           |                            |                         |                      |                                         |                       |                                      |
| 113 | 19        | Cowboys und Indianer       | Red Letter Day          | 14. Apr. 2013        | 2. Sep. 2013                            | Guy Ferland           | Michael Weiss                        |
| Das CBI wird herbeigerufen, als der Eigentümer einer Wild-West-Touristenstadt tot aufgefunden wird. Währenddessen versucht FBI-Agent Kirkland herauszufinden, wie viel genau Patrick Jane über Red John weiß. |           |                            |                         |                      |                                         |                       |                                      |
| 114 | 20        | Ein Rezept für die Liebe   | Red Velvet Cupcakes     | 21. Apr. 2013        | 9. Sep. 2013                            | David M. Barrett      | Rebecca Perry Cutter                 |
| Eine Frau, der zusätzlich mehrmals in den Fuß geschossen wurde, wird erschossen aufgefunden. Das CBI findet heraus, dass es eine Verbindung zu einer Radioshow gibt, in der das Opfer mit ihrem Mann vor kurzem teilgenommen hatte. Patrick schleust Wayne und Grace als Paar in die Sendung. |           |                            |                         |                      |                                         |                       |                                      |
| 115 | 21        | Neun Jahre kein Wort       | Red And Itchy           | 28. Apr. 2013        | 16. Sep. 2013                           | David Paymer          | Daniel Cerone                        |
| J.J. LaRoche persönlich verlangt Janes Hilfe, als der mysteriöse Tupperware-Behälter, den er seit neun Jahren in seinem Safe versteckt, plötzlich aus seinem Haus gestohlen wird. |           |                            |                         |                      |                                         |                       |                                      |
| 116 | 22        | Sieben Namen               | Red John’s Rules        | 5. Mai 2013          | 23. Sep. 2013                           | Chris Long            | Bruno Heller                         |
| Gerade als Jane die Liste der Verdächtigen bezüglich Red John auf sieben Personen reduziert hat, schlägt dieser wieder zu. Das Opfer steht in Verbindung zu Janes Vergangenheit. |           |                            |                         |                      |                                         |                       |                                      |

## Staffel 6
Die Erstausstrahlung der sechsten Staffel war vom 29. September 2013 bis zum 18. Mai 2014 auf dem US-amerikanischen Sender CBS zu sehen. Die deutschsprachige Erstausstrahlung der ersten Episode sendete der deutsche Pay-TV-Sender Sat.1 emotions am 7. Januar 2014. Die restlichen Episoden wurden vom 13. Januar bis zum 17. November 2014 auf dem österreichischen Sender ORF eins erstausgestrahlt.
| Nr. (ges.) | Nr. (St.) | Deutscher Titel          | Originaltitel            | Erstausstrahlung USA | Deutschsprachige Erstausstrahlung (D/A) | Regie                 | Drehbuch                                |
| --- | --------- | ------------------------ | ------------------------ | -------------------- | --------------------------------------- | --------------------- | --------------------------------------- |
| 117 | 1         | Lilien in der Wüste      | The Desert Rose          | 29. Sep. 2013        | 7. Jan. 2014                            | Chris Long            | Bruno Heller                            |
| Trotz Janes Wunsch, die sieben Namen geheim zu halten, erfährt schließlich das gesamte Team von ihnen. Während der Ermittlungen zum Tod eines in der Wüste vergrabenen Mannes erhält Lisbon einen anonymen Tipp zum Red-John-Fall. Als sie diesem nachgeht, entdeckt sie einen der sieben Verdächtigen – schwer verwundet – und wird anschließend selbst von Red John angegriffen. |           |                          |                          |                      |                                         |                       |                                         |
| 118 | 2         | Redbird                  | Black-Winged Redbird     | 6. Okt. 2013         | 13. Jan. 2014                           | Robert Duncan McNeill | Tom Szentgyorgyi                        |
| Jane entdeckt einen wichtigen Hinweis zu Red Johns Persönlichkeit, während das Team vier der Verdächtigen genauer unter die Lupe nimmt. Das CBI ermittelt unterdessen im Fall eines von einer Drohne getöteten Softwareingenieurs. |           |                          |                          |                      |                                         |                       |                                         |
| 119 | 3         | Höhenangst               | Wedding in Red           | 13. Okt. 2013        | 20. Jan. 2014                           | Randy Zisk            | Daniel Cerone                           |
| Jane sorgt dafür, dass das CBI bei einem Fall in Napa County ermittelt, damit er seine ganze Konzentration dem dortigen Sheriff McAllister widmen kann. Dieser ist eine der sechs Personen, die er verdächtigt, Red John zu sein. Van Pelt und Rigsby feiern unterdessen ihre Hochzeit. |           |                          |                          |                      |                                         |                       |                                         |
| 120 | 4         | Die falsche Liste        | Red Listed               | 20. Okt. 2013        | 27. Jan. 2014                           | Eric Laneuville       | Rebecca Perry Cutter                    |
| Um von der echten Liste Verdächtiger abzulenken, hat Jane in seinem Büro eine Liste mit falschen Red-John-Verdächtigen platziert. Als ein Mann von der Liste getötet wird und ein weiterer verschwindet, wird ihm klar, dass jemand die Liste gesehen haben muss. Es stellt sich heraus, dass FBI-Agent Bob Kirkland – einer von Janes tatsächlichen Verdächtigen – sich selbst auf einer Vendetta gegen Red John befindet und auch nicht davor zurückschreckt, alle Männer von Janes Liste zu töten. Jane und dem Team gelingt es, Kirkland zu verhaften, aber auf der Fahrt des Gefangenentransportes wird er von einem korrupten Polizisten erschossen, dem er bei seinen Ermittlungen auf die Spur gekommen ist. |           |                          |                          |                      |                                         |                       |                                         |
| 121 | 5         | Drei Punkte              | The Red Tattoo           | 27. Okt. 2013        | 3. Feb. 2014                            | Tawnia McKiernan      | Eoghan Mahony                           |
| Ein Gymnastiktrainer läuft in sein Hotelzimmer und wird dort sterbend aufgefunden. Niemand ging in das Zimmer hinein oder kam aus diesem heraus. Da der Trainer mit Visualize zu tun hatte, muss das CBI mit Ray Haffner zusammenarbeiten. |           |                          |                          |                      |                                         |                       |                                         |
| 122 | 6         | Nur noch fünf            | Fire and Brimstone       | 10. Nov. 2013        | 10. Feb. 2014                           | John F. Showalter     | Ken Woodruff                            |
| Mit der Information, die Patrick von einer Ermittlerin kurz vor ihrem Tod bekommen hatte, will er Red John endlich fangen. Also lädt er die restlichen fünf Männer der Red-John-Liste zu einem gemeinsamen Treffen ein. |           |                          |                          |                      |                                         |                       |                                         |
| 123 | 7         | Beste Verbindungen       | The Great Red Dragon     | 17. Nov. 2013        | 17. Feb. 2014                           | Elodie Keene          | Jordan Harper                           |
| Nachdem bei dem Treffen mit Jane eine Bombe explodiert ist, fliehen zwei Verdächtige. Gemeinsam versucht das Team um Jane, die Geflohenen zu finden, während die Blake-Organisation versucht, diese zum Schweigen zu bringen. |           |                          |                          |                      |                                         |                       |                                         |
| 124 | 8         | Das Spiel ist aus        | Red John                 | 24. Nov. 2013        | 24. Feb. 2014                           | Chris Long            | Bruno Heller                            |
| Jane arrangiert ein Treffen mit Gale Bertram. Dieser macht ihm dort klar, dass er nicht Red John sei und dass Jane sterben müsse, da das Handeln von Jane der Blake-Organisation nicht gefalle. Er gibt einem Komplizen das Zeichen zu Janes Tötung, dieser erschießt aber stattdessen Bertram. Dann tritt Sheriff Thomas McAllister auf und gibt zu, dass er Red John und somit auch der Kopf der Blake-Organisation sei. Er will Jane töten, aber diesem gelingt es, Red Johns Handlanger zu töten und Red John in den Bauch zu schießen. Durch eine zweite Komplizin kann Red John jedoch entkommen. Nach kurzer Flucht bricht Red John durch die Schussverletzung zusammen. Jane lässt sich nun von Red John versichern, dass diesem der Tod von Janes Familie leid tue. Red John bittet Jane im Anschluss, ihn am Leben zu lassen, doch dieser erwürgt ihn. Jane ruft Lisbon an, um ihr zu sagen, dass es vollbracht sei, es ihm gut gehe und er sie vermissen werde. Daraufhin flüchtet er vom Tatort. |           |                          |                          |                      |                                         |                       |                                         |
| 125 | 9         | Der Deal                 | My Blue Heaven           | 1. Dez. 2013         | 3. März 2014                            | Simon Baker           | Tom Szentgyorgyi                        |
| Zwei Jahre nachdem er Red John getötet hat, hält sich Jane in der Karibik auf, um dem FBI zu entgehen. Während Lisbon nun nur noch eine einfache Polizistin in Washington ist, leiten Rigsby und Van Pelt eine private Sicherheitsfirma und haben ein gemeinsames Kind. Cho wiederum ist inzwischen zum FBI gewechselt. Als das FBI herausfindet, wo Jane sich aufhält, besucht ihn Agent Abbott, um ihm anzubieten, für sie in Austin, Texas zu arbeiten. Im Gegenzug sollen die Anklagen gegen ihn fallen gelassen werden. Jane willigt ein, hat aber seine eigenen Bedingungen. |           |                          |                          |                      |                                         |                       |                                         |
| 126 | 10        | Eine Couch für Jane      | Green Thumb              | 8. Dez. 2013         | 10. März 2014                           | Robert Duncan McNeill | Daniel Cerone                           |
| Da das FBI nicht auf Janes Bedingungen eingehen will, weigert er sich für sie zu arbeiten. Als ein Computerspezialist, der für die Regierung arbeitet, verschwindet, lässt er sich aber doch überreden, den Fall zu bearbeiten. Nachdem er den Mann aufgespürt hat bringt er Abbott durch einen Trick dazu, ihn unter seinen Bedingungen für das FBI arbeiten zu lassen. Dies bedeutet insbesondere, dass auch Lisbon eine Stelle beim FBI angeboten wird. |           |                          |                          |                      |                                         |                       |                                         |
| 127 | 11        | Die Lektion              | White Lines              | 5. Jan. 2014         | 17. März 2014                           | Guy Ferland           | Ken Woodruff                            |
| Als in Corpus Christi fünf Mitarbeiter der Drogenfahndung getötet werden, wird das Team von Lisbon hinzugezogen. Jane verabredet sich mit einer Zeugin zu einem Abendessen. Damit ermittelt er wieder im Alleingang, was ihn fast das Leben kostet. |           |                          |                          |                      |                                         |                       |                                         |
| 128 | 12        | Buchstaben im Kreis      | The Golden Hammer        | 12. Jan. 2014        | 24. März 2014                           | Jim Hayman            | Michael Weiss                           |
| Nachdem der Kartograf Charles Whitaker auf mysteriöse Weise stirbt, untersucht das FBI den Fall. Jane findet eine Zeitung, die die Ermittlungen weiterbringt. Währenddessen vermutet Osvaldo Ardiles, dass sein Handy verwanzt ist und fragt Lisbon um Rat. Sie schickt ihn zu Rigsby und Van Pelt, die nun eine Sicherheitsfirma leiten. Van Pelt findet heraus, dass mehrere ehemalige CBI-Mitarbeiter verwanzt wurden. Rigsby findet Osvaldo Ardiles tot auf. |           |                          |                          |                      |                                         |                       |                                         |
| 129 | 13        | Ein schwarzer Helikopter | Black Helicopters        | 9. März 2014         | 15. Sep. 2014                           | Randy Zisk            | Erika Green Swafford                    |
| Eine Staatsanwältin wird ermordet in Mexiko gefunden. Niemand kann sich erklären, wie sie dort hingelangte. Um die Lösung zu finden, muss Jane sich in eine Kommune einschleichen. Bei der Durchsuchung eines Grundstücks wegen der Sache Ardiles wird J.J. LaRoche von einem Gewehr, das von einem Stolperdraht ausgelöst wird, erschossen. |           |                          |                          |                      |                                         |                       |                                         |
| 130 | 14        | Das kleine schwarze Buch | Grey Water               | 16. März 2014        | 22. Sep. 2014                           | Geary McLeod          | David Appelbaum                         |
| Ein Mann, der einen Rechtsstreit gegen eine Ölförderfirma führte, wird auf dem Grundstück ebendieser Firma tot aufgefunden. Die Firma betreibt in der Region Fracking und hat gegen eine Anti-Öl-Organisation zu kämpfen, die sich „The Cooperative“ nennt und u. a. Cyberattacken ausführt. Außerdem versucht das Team herauszufinden wer für Morde an Ardiles und LaRoche und an einem Angriff auf Rigsby und Van Pelt verantwortlich ist. |           |                          |                          |                      |                                         |                       |                                         |
| 131 | 15        | Blutiger Schnee          | White as the Driven Snow | 23. März 2014        | 29. Sep. 2014                           | Chris Long            | Eoghan Mahony                           |
| Van Pelt wird entführt und findet sich, nachdem sie sich aus einem Keller befreien konnte, in einer verschneiten, menschenleeren Gegend wieder. Währenddessen müssen Patrick Jane und Wayne Rigsby ungewöhnliche Mittel anwenden, um zu erfahren, wo sie ist. |           |                          |                          |                      |                                         |                       |                                         |
| 132 | 16        | Ein guter Schwindel      | Violets                  | 30. März 2014        | 6. Okt. 2014                            | J. Miller Tobin       | Jordan Harper                           |
| Eine Kunsträuberbande hat bei einem Einbruch den Besitzer der Galerie erschossen. Jane bietet der Kunstabteilung des FBI an, ihnen zu helfen. Weil die Räuber so gerissen sind, legt sich Patrick Jane einen besonderen Plan zurecht. |           |                          |                          |                      |                                         |                       |                                         |
| 133 | 17        | Halb neun                | Silver Wings of Time     | 13. Apr. 2014        | 13. Okt. 2014                           | James Hayman          | Tom Szentgyorgyi & Rebecca Perry Cutter |
| Ein Mann wird an einer Bushaltestelle durch eine Bombe getötet. Es stellt sich heraus, dass er nach Beweisen suchte, um seinen Pflegebruder vor der bevorstehenden Todesstrafe zu retten. Die Zeit läuft, denn die Hinrichtung soll schon in wenigen Tagen stattfinden. |           |                          |                          |                      |                                         |                       |                                         |
| 134 | 18        | Honig für den Bären      | Forest Green             | 20. Apr. 2014        | 20. Okt. 2014                           | Eric Laneuville       | Jeffrey Hatcher                         |
| In der Nähe eines Clubs, der nur männliche Mitglieder akzeptiert, wird die Leiche einer jungen Frau gefunden. Um den Mörder zu enttarnen lässt sich Agent Abbott zum Schein mit dreißig Prozent einer großen Geldsumme bestechen und Jane gibt eine Zaubervorstellung für die Club-Mitglieder. |           |                          |                          |                      |                                         |                       |                                         |
| 135 | 19        | Der Mann im Hintergrund  | Brown Eyed Girls         | 27. Apr. 2014        | 27. Okt. 2014                           | Sylvain White         | Eoghan Mahony & Michael Weiss           |
| Beim Tacokaufen trifft Jane auf einen Mann mit verdächtigen Tüten, was Lisbons Date mit Agent Pike vorzeitig beendet. Bei der Suche nach einem mit illegaler Fracht fahrenden LKW betätigen sich Jane, Lisbon und Cho als CB-Funker. |           |                          |                          |                      |                                         |                       |                                         |
| 136 | 20        | Herz auf Hand            | Il Tavolo Bianco         | 4. Mai 2014          | 3. Nov. 2014                            | Tom Snyder            | Daniel Cerone & Erika Green Swafford    |
| Janes Freiheit steht auf dem Spiel, als eine Grand Jury zusammengestellt wird, um zu entscheiden, ob er für den Mord an Red John angeklagt werden soll. Lisbon versucht unterdessen herauszufinden, wie Jane es finden würde, sollte sie Austin verlassen und mit Agent Pike nach Washington ziehen. Cho und Abbott verfolgen indes neue Spuren des Menschenschmugglerrings, den sie erst kürzlich entdeckt hatten. |           |                          |                          |                      |                                         |                       |                                         |
| 137 | 21        | Veni, Vidi, Vici         | Black Hearts             | 11. Mai 2014         | 10. Nov. 2014                           | Randy Zisk            | David Appelbaum & Ken Woodruff          |
| Jane und Lisbon befinden sich in einem Wettlauf gegen die Zeit, wollen sie die Opfer des Menschenschmugglerrings befreien, bevor sie nach Übersee verschifft werden. Schritt für Schritt nähern sie sich dem Mastermind hinter der kriminellen Operation. Lisbon entschließt sich unterdessen dazu, dass sie mit Agent Pike nach Washington, D.C. ziehen wird. Dieser macht ihr daraufhin einen Heiratsantrag. |           |                          |                          |                      |                                         |                       |                                         |
| 138 | 22        | Es ist nie zu spät       | Blue Bird                | 18. Mai 2014         | 17. Nov. 2014                           | Chris Long            | Bruno Heller                            |
| Eine neue Spur in einem alten Fall verlangt von Lisbon, dass sie ihre Pläne vertagt, nach Washington, D.C. zu ziehen, was Jane endlich genug Zeit verschafft, sich seiner Gefühle ihr gegenüber klarzuwerden und sich für das weitere Vorgehen zu entschließen. |           |                          |                          |                      |                                         |                       |                                         |

## Staffel 7
Die Erstausstrahlung der siebten Staffel war zwischen dem 30. November 2014 und dem 18. Februar 2015 auf dem US-amerikanischen Sender CBS zu sehen. Die deutschsprachige Erstausstrahlung sendete der österreichische Sender ORF eins vom 13. April bis zum 13. Juli 2015.
| Nr. (ges.) | Nr. (St.) | Deutscher Titel             | Originaltitel            | Erstausstrahlung USA | Deutschsprachige Erstausstrahlung (A) | Regie              | Drehbuch                                       |
| --- | --------- | --------------------------- | ------------------------ | -------------------- | ------------------------------------- | ------------------ | ---------------------------------------------- |
| 139 | 1         | Zwei Fälle, ein Plan        | Nothing But Blue Skies   | 30. Nov. 2014        | 13. Apr. 2015                         | Chris Long         | Tom Szentgyorgyi                               |
| Jane und Lisbon haben sich eine kurze Auszeit vom FBI genommen, sie werden aber schon bald von Abbott zu einem Tatort gerufen. Ein Agent, der undercover für das FBI ermittelt hat, wurde nach dem Besuch einer Bowlinghalle erschossen. Agent Michelle Vega stößt als neues Mitglied zum FBI-Team hinzu. |           |                             |                          |                      |                                       |                    |                                                |
| 140 | 2         | Frau am Steuer              | The Greybar Hotel        | 7. Dez. 2014         | 20. Apr. 2015                         | Bill Eagles        | Jordan Harper                                  |
| Bei dem Versuch ein Auto zu stehlen, wird die Freundin des Bosses einer Autodiebbande gefangen genommen. Sie verrät nichts über den Aufenthalt ihres Freundes und geht lieber ins Gefängnis. Lisbon wird undercover als Gefangene in dasselbe Gefängnis gebracht und soll versuchen, den Aufenthaltsort ihres Freundes in Erfahrung zu bringen. |           |                             |                          |                      |                                       |                    |                                                |
| 141 | 3         | Orangenblüteneis            | Orange Blossom Ice Cream | 14. Dez. 2014        | 27. Apr. 2015                         | Chris Long         | Tom Szentgyorgyi                               |
| Erica Flynn meldet sich beim FBI und bietet an, ihren Freund Jan Nemic, einen Kurier für Terrororganisationen, zu verraten, wenn sie dafür Straferlass erhält. Jane und Lisbon reisen nach Beirut, um dort Erica und Nemic zu treffen. |           |                             |                          |                      |                                       |                    |                                                |
| 142 | 4         | Die Spur der Steine         | Black Market             | 21. Dez. 2014        | 4. Mai 2015                           | Michael Nankin     | Tom Donaghy                                    |
| Durch einen Juwelier, der gestohlene Diamanten verkauft, erfährt das FBI, dass die Diamanten auf einer Edelsteinmesse verkauft werden. Cho und Vega fahren zu der Edelsteinmesse nach Houston. Während der Ermittlungen wird ein Edelsteinverkäufer der Messe ermordet. Jane hilft bei den Ermittlungen vom Hauptquartier aus, da er krank ist. |           |                             |                          |                      |                                       |                    |                                                |
| 143 | 5         | Neugier ist der Katze Tod   | The Silver Briefcase     | 28. Dez. 2014        | 11. Mai 2015                          | Simon Baker        | Jordan Harper                                  |
| Bei einem Treffen mit einem Oberst merkt Jane, dass dieser etwas zu verbergen hat. Das Team beginnt, heimlich den bereits abgeschlossenen Mordfall an der Ehefrau des Oberst zu untersuchen. |           |                             |                          |                      |                                       |                    |                                                |
| 144 | 6         | Grünes Licht                | Green Light              | 7. Jan. 2015         | 18. Mai 2015                          | Geary McLeod       | Alex Berger                                    |
| Bei einer Razzia finden Ermittler der DEA nicht die Drogen, die sie erwartet hatten. Etwas später wird ein Ermittler der Einheit ermordet und das Team von Abbott soll der DEA helfen. Dabei trifft Abbott auf seinen alten Chef, der Abbott dazu bringen will, ihm eine Schlüsselrolle bei der Aufklärung des Mordes zu verschaffen, indem er ihn mit einem Vorfall aus seiner Vergangenheit erpresst. |           |                             |                          |                      |                                       |                    |                                                |
| 145 | 7         | Die Pokerrunde              | Little Yellow House      | 14. Jan. 2015        | 1. Juni 2015                          | Edward Ornelas     | Marisa Wegrzyn                                 |
| Lisbons Bruder wird gesucht, da er vor dem FBI geflüchtet ist, als er als Zeuge zu einem Mord vernommen werden sollte. Lisbon und Jane versuchen ihn zu finden, um ihn zu einer Aussage zu bewegen. Dabei lernt Jane Teile der Familie von Lisbon kennen. |           |                             |                          |                      |                                       |                    |                                                |
| 146 | 8         | Auf der sicheren Seite      | The Whites of His Eyes   | 21. Jan. 2015        | 8. Juni 2015                          | Rod Holcomb        | Erin Donovan                                   |
| Ein Zeuge in einem Mordfall und zwei FBI-Agenten werden von einem Scharfschützen erschossen. Das FBI geht davon aus, dass auch die zweite und letzte noch lebende Zeugin ermordet werden soll. Sie wird von Jane überzeugt, ihre Aussage vor Gericht abzugeben. Jane überlegt sich einen Plan, mit dem die Frau bis zur Gerichtsverhandlung geschützt werden soll. |           |                             |                          |                      |                                       |                    |                                                |
| 147 | 9         | Rio Bravo                   | Copper Bullet            | 28. Jan. 2015        | 15. Juni 2015                         | Tom Snyder         | Tom Donaghy                                    |
| Bill Peterson, Abbotts früherer Chef, reist nach Rio Bravo, um dort aus einem Grab die Kugel, mit der Abbott einen Kriminellen getötet hat, als Beweismittel gegen diesen zu erlangen. Er will vor allem verhindern, dass Abbotts Frau Lena Abbott Wirtschaftsministerin wird. Jane erfährt von Wylie, der Peterson überwacht hat, von dessen Plan. Jane, Lisbon, Wylie, Vega und Cho versuchen, Beweise gegen Peterson wegen Unterschlagung von Beweismitteln zu finden, um etwas gegen Peterson in der Hand zu haben. |           |                             |                          |                      |                                       |                    |                                                |
| 148 | 10        | Mein Tod tut mir nicht weh  | Nothing Gold Can Stay    | 4. Feb. 2015         | 22. Juni 2015                         | Paul A. Kaufman    | Alex Berger                                    |
| Drei Räuber überfallen einen Geldtransporter. Mit Hilfe von Jane findet das Team einen Mitarbeiter der Bank, der den Räubern geholfen hat, aber keine Informationen über die Räuber verrät. Cho und Vega machen sich auf, die letzten Aufenthaltsorte des Mitarbeiters aus der Bank aufzusuchen, an denen er sich mit den Räubern getroffen haben könnte. In einem Diner kommt es zu einer Schießerei. Einer der Täter wird von Cho angeschossen, aber Vega wird ebenfalls angeschossen. Vega stirbt an den Folgen der Wunde. Die Räuber sind in der Zwischenzeit in ein Haus geflüchtet und haben zwei Geiseln genommen. Jane hat einen Plan, aber Cho und Abbott wollen das Haus stürmen. Als Jane herausfindet, dass Lisbon auch dabei sein soll, geht er selbst in das Haus. Er schafft es, die zwei Geiseln freizubekommen und zwei der Räuber gegeneinander aufzuhetzen. Als sie anfangen, aufeinander zu schießen, stürmen Cho und Abbott das Haus und retten Jane. Nach Vegas Beerdigung sagt Jane Lisbon, dass er nicht mehr für das FBI arbeiten kann. Lisbon kann wählen, mit ihm zu gehen oder beim FBI zu bleiben. |           |                             |                          |                      |                                       |                    |                                                |
| 149 | 11        | Bleiche Knochen, roter Lehm | Byzantium                | 11. Feb. 2015        | 29. Juni 2015                         | Nina Lopez-Corrado | Jordan Harper & Marisa Wegrzyn                 |
| Eine Frau und ein Mann werden ermordet. Ein Medium bietet dem FBI seine Hilfe an. Das FBI findet durch seinen Hinweis eine Stelle in einem Wald, an dem mehrere Opfer eines Massenmörders vergraben wurden. Das FBI vermutet, dass der Mann selbst der Massenmörder ist. |           |                             |                          |                      |                                       |                    |                                                |
| 150 | 12        | Lazarus                     | Brown Shag Carpet        | 18. Feb. 2015        | 6. Juli 2015                          | Geary McLeod       | Tom Szentgyorgyi                               |
| Jane tritt in den Medien als Hellseher auf, um den Serienmörder aus der Deckung zu locken. Dieser meldet sich bei einer der Radiosendungen und stellt sich als Lazarus vor. Er entführt Jane und bringt ihn in einen Kellerraum seines Hauses, wo Jane die mumifizierte Leiche des Vaters des Serienmörder entdeckt. Jane kann Joe Keller, aka Lazarus, manipulieren und schafft es, in dem Keller eine Gasexplosion auszulösen, durch die Lazarus vermeintlich getötet wird. |           |                             |                          |                      |                                       |                    |                                                |
| 151 | 13        | Weiße Orchideen             | White Orchids            | 18. Feb. 2015        | 13. Juli 2015                         | Chris Long         | Bruno Heller, Tom Szentgyorgyi & Jordan Harper |
| Joe Keller hat die Explosion überlebt und will Rache an Jane nehmen. Jane und Lisbon verloben sich und wollen am übernächsten Tag heiraten. Während die Hochzeitsvorbereitungen aus dem Ruder laufen, findet Lazarus heraus, wo die Hochzeit stattfinden wird. Das FBI stellt ihm dort eine Falle und verhaftet ihn. Nach der Hochzeit erzählt Lisbon Jane, dass sie schwanger ist. |           |                             |                          |                      |                                       |                    |                                                |